# تدفق المرض في منطقة البحر الكاريبي
كان أول اتصال أوروبي في عام 1492 حيث بدأ تدفق الأمراض في منطقة البحر الكاريبي. كان منشأ هذه الأمراض في أوروبا وأفريقيا ثم انتقلت للمرة الأولى إلى أمريكا الشمالية ، نتيجة إلى التغيرات السكانية و والاجتماعية السياسية . كان لدى الشعوب الأصلية في منطقة البحر الكاريبي مناعة قليلة اتجاه الأمراض الأوروبية السائدة ، مما أدى إلى خسائر كبيرة في الأرواح والمساهمة في استعبادهم واستغلالهم . تم جلب الأفارقة المستعبدين ليحلّوا محل تضاؤل السكان الأصليين ، لترسيخ مكانة المرض في التجارة الثلاثية .

## الأمراض الأوروبية
قبل الاستعمار الأوروبي للأمريكيتين ، يُعتقد أن السكان الأصليين لمنطقة البحر الكاريبي قد عانوا من أمراض وبائية نادرة ، وكان هذا بسبب الاتصال المحدود بين القبائل. هذا تركهم غير مستعدين اجتماعياً وبيولوجياً عندما قدّم كريستوفر كولومبوس وطاقمه العديد من الأمراض المُعْدية ، والتي تشمل مرض الجدري والسعال الديكي والحصبة. انتشرت الأمراض الأوروبية من ناقلين العدوى إلى السكان الأصليين الذين لم يَكُن لديهم مناعة ، مما أدى إلى وجود حالات أكثر خطورة وارتفاع في معدل الوفيات. لأن مجتمعات الشعوب الأصلية لم تكن معتادة على الأمراض كما الشعوب في الدول الأوروبية ، فلم يكن هناك نظام لرعاية المرضى.
يُعد مرض الجدري من أبرز الأمراض في التبادل الكولومبي بِحُكم ارتفاع عدد الوفيات وتأثيره على حياة مجتمعات السكان الأصليين. ظهر مرض الجدري لأول مرة في الأمريكتين الشمالية والجنوبية في جزيرة هيسبانيولا بعد وقت قصير من الرحلة الأولى كولومبوس. حمل كريستوفر كولومبوس وطاقمه المرض من أوروبا ، حيث كان المرض مستوطن هناك لأكثر من سبعمائة عام. مثل الأمراض الأخرى التي تم إدخالها في الفترة الزمنية ذاتها ، كان الأوروبيون على دراية بعلاج المرض ولديهم بعض المناعة الطبيعية ، مما قلل من عدد الوفيات ويسَّر التعافي السريع. لم يكن لدى شعب تاينو ، الذي يسكن هيسبانيولا ، مناعة طبيعية ضد مرض الجدري ولم يكونوا على علم بعلاج الأمراض الوبائية. قُدِّر عدد سكان تاينو قبل الاتصال الأوروبي بين 60,000 إلى 8 ملايين شخص ، ويُفترَض أن الأمة انقرضت بأكملها بعد 50 عام من الاستعمار ، ويعود السبب إلى الأمراض في المقام الأول.
بعد الاستعمار ، أدى الاضطراب الاجتماعي والأمراض الوبائية إلى انخفاض عدد السكان الهنود الأمريكيين. لأن مجتمعات السكان الأصليين، بما في ذلك التاينو، لم تكن على دراية بالأمراض ، ولم تكن مستعدة للتعامل مع العواقب الاجتماعية. أدى العدد الكبير من الأشخاص الذين أصابهم العجز بسبب المرض إلى تعطيل الدورات الطبيعية للزراعة والصيد التي دعمت السكان الأصليين. مما أدى إلى زيادة الاعتماد على الأوروبيين ، وتقليل القدرة على مقاومة الغزو الأوروبي. وقد أدى الاستعباد النهائي لشعب تاينو من قبل الأوروبيين إلى زيادة آثار الأوبئة في سقوط مجتمعات السكان الأصليين.

## تأثير تجارة العبيد عبر المحيط الأطلسي
مع انخفاض عدد السكان الأصليين المستعبدين بسبب المرض وسوء المعاملة ، بدأ الإسبان باستيراد العمال المستعبدين من أفريقيا عام 1505. حتى عام 1800 ومع وصول العبيد من غرب أفريقيا ،  ارتفع عدد سكان إسبانيا. ولأن كان هناك وجود استعماري أوروبي راسخ في أفريقيا في ذلك الوقت ، فإن المستعبدين كانوا أقل عرضة للإصابة بالمرض مقارنة بشعب تاينو في هيسبانيولا. على أي حال ، لقد جاؤوا العمال المستعبدين حاملين لأمراضهم ، بما في ذلك مرض الملاريا. في ذلك الوقت ، كانت الملاريا مستوطنة في كل من أوروبا وأفريقيا ، على الرغم من أنها كانت أكثر انتشاراً في أفريقيا. كان مناخ منطقة البحر الكاريبي مضيافاً للبعوض من جنس أنوفيليس ، الذي يعمل كناقل للمرض وسمح بانتشاره. كان لدى العديد من المستعبدين الأفارقة المولودين حماية وراثية من الملاريا كما لم يكن لدى المستعبدين من السكان الأصليين. مع انتشار مرض الملاريا والجدري والأمراض الأخرى ، استمر عدد السكان الأصليين بالانخفاض ، مما أدى إلى زيادة الدافع لدى الإسبان لمواصلة استيراد المزيد من العمال المستعبدين من أفريقيا. عمل هؤلاء المستعبدين في التعدين والزراعة ، ودفعوا عجلة التنمية للتجارة الثلاثية.

## قائمة المراجع
- Engerman, Stanley L. "A Population History of the Caribbean", pp. 483–528 in A Population History of North America Michael R. Haines and Richard Hall Steckel (Eds.), Cambridge University Press, 2000, ISBN 0-521-49666-7.